# Flieh, mein Freund!
Flieh, mein Freund! ist der 1998 erschienene Roman von Ralf Rothmann.

## Titel
Der Titel des Romans geht zurück auf das Hohelied Salomons. Das „Lied der Lieder“ aus der Bibel schildert die Liebesbegegnung  zwischen zwei Menschen (Salomon und Sulamith). Motive aus dem Hohen Lied finden sich auch im Roman, etwa das vergebliche Warten des Freundes vor der Tür der Geliebten, die Beschreibung des Frauenkörpers, die Liebe ohne Schranken.

## Inhalt
„Flieh, mein Freund!“ spielt in Berlin. Erzähler und Zentralfigur ist der 20-jährige Louis Blaul, genannt Lolly. Als Sohn der 70er-Generation ist er bei den Großeltern in einer Zechenkolonie im Ruhrgebiet aufgewachsen, „wo jeder Tag so grau war wie der andere und kein Abend ohne Familiendrama oder Besäufnis verging, kaum eine Nacht ohne Schlägerei“ (Kap. 1). Aber trotz dieser Negativkennzeichnung bleibt das Ruhrgebiet für den Erzähler positiver besetzt als das kalte, hinterhältige Berlin:
„Das Ruhrgebiet ist die Herzgrube der Nation, Leute. Töffte.
Hier dagegen kriegst du immer was von hinten reingewürgt, auf die krumme Tour, hier sind sie feige, laut und feige [...]“ (Kap. 1)
Seine Mutter Mary hatte seinen Vater Martin bei einer Anti-Atomkraft-Demonstration kennengelernt. Die Mutter war und ist aber alles andere als politisch, eher esoterisch und flippig. Als Drogenkurier geschnappt, verbrachte sie Lollys Kinderzeit in Gefängnis und Psychiatrie und interessiert sich auch nachher wenig für die Familie. Der Vater als Gegenfigur hat sich mit einer eigenen Werbeagentur etabliert, heißt deshalb in der Familie sarkastisch „Onkel Umsatz“. 
Lolly verweigert sich den Hoffnungen der Eltern, schmeißt die Schule und schlägt sich als Hilfsarbeiter in einer heruntergekommenen Druckerei durch. 
„Aber ich finde, man sollte überhaupt nur Sachen machen, die Eltern nicht verstehen.“ (Kap. 3)
Die freakige Mutter scheint dies wenig zu stören, sie taucht nur ab und zu im Leben der Männer auf und verschwindet ebenso schnell wieder. Das Verhältnis Lollys zu ihr hat einen erotischen Unterton.
„Sie roch nach Wein und Rauch und Veilchenparfüm und hatte bekiffte Pupillen, und so ein Kuß stand ihr überhaupt nicht zu. Blitzschnell, als hätte sie geahnt, daß ich die Tür öffnen würde, griff sie mir in die Haare, drängt sich an mich und schnappte, die Augen fast schon geschlossen, nach meinem Mund. Sie sog die Unterlippe etwas ein, wobei sie einen kleinen, wohligen Laut von sich gab, und natürlich hätte ich sie sofort wegstoßen müssen; doch diese Zärtlichkeit hatte etwas Autoritäres, wie Aprikosen, und ich fühlte, wie mir die Herzränder schmolzen.“ (Kap. 4)
Bei einer chaotischen Silvesterparty lernt Lolly mit 20 seine erste große Liebe kennen, die pummelige Vanina, die ihn ungeheuer anzieht, obwohl sie keinem gängigen Schönheitsideal entspricht. Es entwickelt sich eine romantische Liebesbeziehung. Rothmann ironisiert diese Liebe, indem er intime Begegnungen der beiden in zwei Frauen-WGs stattfinden lässt, die keinerlei Respekt vor dem Intimleben kennen. Vor allem die wunderschöne Mara, Tochter reicher Eltern, macht sich einen Spaß daraus, in Vaninas Zimmer zu gehen, wenn Lolly und Vanina zusammen sind.
Es folgt eine längere Rückblende, die die Entwicklung der Mutter zum Drogenkurier schildert. Erzähler Lolly gibt an, dieses Wissen aus Tagebüchern seiner Mutter bezogen zu haben. Als sie in Spanien ihre Schwangerschaft entdeckt, nimmt sich ein merkwürdiges Paar ihrer an, das offensichtlich im Geld schwimmt. Die beiden sehen in der harmlosen Schwangeren den idealen Kurier für 13 Kilogramm Heroin. Bei der Rückkehr aus Mexiko wird die naive Mary dennoch verhaftet und gerät in die Mühlen der Justiz und Psychiatrie. Lolly wird ihr direkt nach der Geburt weggenommen und kommt zu den Großeltern.
Nach dem langen Exkurs setzt der Erzähler seinen Bericht über das Gespräch mit seiner Mutter in Kostas Wohnung fort. Lolly reklamiert immer heftiger seinen Wunsch nach Familie, fragt, was daran schlimm sei.
„Mary blickte zur Zimmerdecke. Resigniert sah das aus, tief gelangweilt. - ‚Was sind das für Zeiten, in denen die Eltern ihren Kindern sagen müssen, daß sie spießig sind... Was schlimm ist an so einem Leben? Alles, Mann! Das ist das Schlimmste, das Allertraurigste von der Welt!‘ - Sie hielt sich das Glas an den Mund und murmelte: ‚... ohne Seele, ohne Liebe‘“ (Ka. 18)
Dennoch beginnt sie Lollys eigentliche Sorge zu verstehen: Er schämt sich für seine Liebe. Im Gespräch wird Lolly klar, dass sich auch Vanina für ihre „zermatschte“ Figur schämt. Lollys Scham und Feigheit unterminieren sein Glück. Schließlich lässt er sich auch noch von der schönen Mara, Vaninas Mitbewohnerin, verführen. Die Beziehung zu Vanina zerbricht. 
Es kommt zu einem letzten klärenden Gespräch zwischen Lolly und seiner Mutter. Sie entlarvt Lollys Versteckspiel hinter Feigheit und Scham als verdeckte Eigenliebe, als Form der Überheblichkeit. 
„Es gibt nämlich gar keine schwachen, es gibt nur feige und couragierte Menschen, und wenn Du nicht stehen kannst zu deiner kleinen Dicken, wenn dir der anerkennende oder verächtliche Blick irgendeiner Dumpfbacke wichtiger ist als die Liebe dieser Frau, dann geh weg von ihr und kränke sie nicht dauernd mit deinen Zweifeln und Selbstzweifeln, Lolly. Dann lass dir dein Glück im Fernsehen zeigen.“ (Kap. 23)

## Themen
Kernthema des Romans ist Lollys erste große Liebe zu einer pummeligen Frau, die er sehr erotisch findet. Gleichzeitig schämt er sich aber für ihr Aussehen. Rothmann bewegt sich hier in der literarischen Tradition von Fontanes Schach von Wuthenow. Die Entwicklung Lollys besteht vor allem darin, den Mut und das Selbstbewusstsein zu finden, zu sich selbst und zu seiner Freundin zu stehen. Insofern kann man den Text als moderne Form des Bildungsromans verstehen.
Ein anderer Erzählstrang dreht sich um die vereinsamten alten Frauen in Berlin. Lollys Nachbarin Tante Wolle verliert jeden Halt im Leben, als ihre Kinder ihr die geliebte Katze Mimmmi wegnehmen. Liebevoll kümmern sich Vanina und Lolly um die alte Frau, auch wenn sie das ganze Haus verschmutzt vorfinden, wenn es Tante Wolle nicht mehr bis zur Außentoilette geschafft hat. Am Ende schenkt Lolly seiner alten Nachbarin gleich vier kleine Katzen.
Einige Kritiker beziehen die sarkastische Schilderung der Eltern Lollys auf das Scheitern der 68er. Der Roman bezieht sich allerdings genau auf die Generation danach, auf die für die Revolte zu spät Geborenen, die in den 70er Jahren groß wurden, also genau die Generation Rothmanns.
„Also, wenn es eine Generation gibt, die nichts, aber auch gar nichts auf die Reihe gekriegt hat, nicht einmal so etwas Simples wie ein Familienleben, dann doch wohl die meiner Eltern.  Keine Generation dieses Jahrhunderts hat so viele Hoffnungen und Chancen gehabt - und keine so viele vergeigt. Und wenn sie je in die Geschichtsbücher eingehen wird, dann höchstens als ‚die Melancholische‘: Erst zu jung für die politische Revolution (...), dann zu bedenklich, als Hippies wirklich die Sau rauszulassen und Jimi Hendrix und Brian Jones ins Nirwana zu folgen, und schließlich schon wieder zu alt, um den letzten großen Affentanz der Epoche, den Punk, mitzumachen.“ (Kap. 10)
Über die Figur des Kosta, eines griechisch orthodoxen Freundes von Lolly, führt Rothmann religiöse Aspekte in den Roman ein. Die Wohnung des meist abwesenden Kosta wird zum Refugium für Lolly und seine Mutter Mary. Kosta plant, Mönch in einem Kloster zu werden, seine Wohnung hängt voller Ikonen. Von der Kritik wurde bemängelt, dass die Figur des Kosta nicht hinreichend in das Romangeschehen eingebunden sei. Tatsächlich ist er meist abwesend, seine Tür steht aber immer offen. Aber auch Lollys Mutter vertritt durchaus religiöse Positionen, meist eine Gemenge aus esoterischen und ostasiatischen Gedanken, immer aber ironisiert durch „coole“ Sprüche:
„‚Die Frau ist die Kraft des Mannes‘, das sagte schon ... Warte mal, wer sagte das. Irgend so ein weiser Feuerschlucker. Ein Mädchen, das dich mag, ist ja nur scheinbar ein Mädchen, das dich mag. In Wahrheit verkörpert es die reinste und leidenschaftlichste Form der göttlichen Liebe, die dir auf Erden zuteil werden kann. Amen. Und Pommes möchte ich. Mit Majo.“ (Kap. 10)
Der Roman entwickelt darüber hinaus die Widerlegung einer Hypothese, die Lolly am Anfang des Romans mehrfach formuliert: Die Reichen und Schönen sind auch die Guten.
„Schön gleich edel, da bin ich unbelehrbar.“ (Kap. 5)
Der Roman widerlegt diese verkitschte Weltsicht durch die Negativfigur der schönen Mara, durch die religiösen Argumente Kostas und durch das lebenskluge Urteil der kleinen Leute. Erzähler Lolly entdeckt die Fixiertheit selbst der Klügsten auf Äußerlichkeiten. Thomas Mann erscheint ihm als Prototyp des Literaten, der negative Urteile über Menschen über körperlich Mängel vermittle. Lolly bezieht sich dabei auf die Mann'sche Schilderung einer Frau in einem Zugabteil:
„Sie war offenbar nicht die Schönste, nicht nach seiner Ästhetik, verzichtete auch auf jedes Versmaß in der Rede, und der Alte konnte sich gar nicht genug aufregen darüber, wie widerlich er sie fand, sie und ihre kurzen dicken Beine, mit denen sie im Abteil herumstampfte. Auch ihre kurzen und dicken Finger fand er schlimm, am ekelhaftesten aber die Beine, kurz und dick, er biß sich da knurrend fest, der bürgerliche Humanist, sein schriftlich verzogenes Gesicht war deutlich zu sehen. Und dann stieg er aus, zupfte sich die Manschetten zurecht und verfaßte einen Essay über den ‚Adel des Geistes‘. Der Arsch.“ (Kap. 20)
Rothmann fasst die Kritik an Thomas Mann in eine seiner typischen Anekdoten. Aus Ekel vor Mann lässt Lolly die Literaturwissenschaftlerin Mara die Gesamtausgabe allein die Treppe heraufschleppen, wobei ihr ein „eindeutiges Geräusch“ entfährt.
„Wenigstens das muß ich dem Werk des modernen Klassikers also verdanken: Zum ersten Mal eine furzende Frau erlebt zu haben.“ (Kap.20)

## Literarische Form
Zunächst fällt der lockere Ton des Romans ins Auge. Die Perspektive des jugendlichen Erzählers wird hier auch sprachlich umgesetzt. Dabei bemüht sich der Roman deutlich um witzige Formulierungen und poetische Bilder. Rothmann experimentiert mit Formen mündlichen Erzählens. Der Text legt nahe, dass es sich um Tonbandaufzeichnungen eines mündlichen Berichts handele:
„Test, eins, zwei. Ich finde, ich habe eine mickrige Stimme. Überhaupt nicht erwachsen oder männlich. Irgendwie dünn. Wenn ich das Diktiergerät einschalte, spricht ein anderer. Hört sich jedenfalls so an. - Doch eine Handschrift hab ich auch nicht, noch nie gehabt. Was ich mir morgens notiere, guckt mich abends mit fremden Augen an. Deswegen finde ich Schreiben auch so ätzend.“ (Aussage des Erzählers Lolly, 1. Kapitel)
„Also, Schreiben stelle ich mir wahnsinnig vor. Das alles so hinzufummeln mit den Sätzen und der Grammatik... Ginge mir echt zu langsam.“ (Kap. 5)
Ein anderer Aspekt ist die große Zahl kleiner Episoden, mit denen Rothmann Zeitgeist und Atmosphäre vermittelt. Da gibt es etwa die Reaktion der Wartegemeinschaft an der Supermarktkasse auf einen ertappten Ladendieb oder die Schilderung der hohlen Masche eines In-Restaurants.

## Rezeption
Der Roman wurde von der Kritik nicht immer positiv aufgenommen. Die FAZ kritisiert vor allem die ausführliche Rückblende zur Drogenkarriere der Mutter, deren Geschichte „ein Fremdkörper im Roman“ bleibe:
„Weder Gefängnis oder Drogen noch die Psychiatrie haben Mary, dieser Hohenpriesterin der Spontaneität, etwas anhaben können. Rein und unschuldig wie die Jungfrau Maria, die ihr den Namen gab, ist sie aus aller Unbill dieser Welt hervorgegangen, geschützt von ihren beiden Hausheiligen, den guten Mächten Eros und Eigensinn. Dieser stets bekifften und penetrant weltweisen Erlöserin hat Rothmann mit seinem Roman ein Denkmal gesetzt, an dessen Sockel der Autor und sein Held gemeinsam knien. Besonderes Kennzeichen: der schielende Blick, der sich bei jedem einstellt, der versucht, einer Frau auf den Heiligenschein und das Fußkettchen zugleich zu starren.“ (Frankfurter Allgemeine Zeitung, 3. November 1998, Nr. 255 / Seite L5)
Trotz einiger kritischer Bemerkungen kann Tobias Heyl von der Wiener Stadtzeitung Falter der Figur der Mutter etwas Positives abgewinnen:
„Daß Mary, eine Mutter, die eigentlich das Jugendamt auf den Plan rufen müßte, am Schluss ihren Sohn über heftigen Liebeskummer hinwegtrosten kann, daß gerade sie über jene Lebensweisheit verfügt, die ihr Louis dringend braucht, um auf eigene Beine zu kommen, daß beide Erzählungen also in ein gefühlsseliges Finale münden, das ist in der Tat ein bißchen kitschig. Andererseits hätten weder die Figuren noch die Leser eines Buches von solch emotionaler Intensität ein schlechtes Ende verdient. Alles andere wäre platte Gesellschaftsanalyse. Rothmann aber demonstriert, wie weit das Erzählen dem schlichten Beschreiben und Bewerten überlegen sein kann. Sein Roman erklärt nichts. Aber er richtet den Blick auf jene Verschiebungen, die zu beobachten sich lohnt.“ (Wiener Stadtzeitung Falter)
Stefanie Hauck überzeugt der Roman durch „selbstironische Zwischentöne“:
„Der Titel ‚Flieh, mein Freund!‘ ist einem Vers aus dem Hohelied entlehnt. Dem Roman wie der biblischen Vorlage ist die zarte Poesie gemein, in der sich die Sehnsucht nach Aufrichtigkeit und Liebe ausdrückt. Ralf Rothmann gelingt es, seinen jungen, liebenswerten Protagonisten glaubwürdig darzustellen. Es ist auch weniger Louis' Biographie - oder die seiner Eltern - die es vermag, den Leser in seinen Bann zu ziehen, sondern es sind Louis' erfrischend originelle Gedankengänge und seine immer wiederkehrenden selbstironischen Untertöne, die den Roman zu einem Erlebnis machen.“ (literaturkritik.de, 12. Dezember 1999)

## Text
- Ralf Rothmann: Flieh, mein Freund!. Roman, Frankfurt am Main (Suhrkamp) 1998. ISBN  3-518-45505-2